# Jerónimo Córdoba Roldán
Jerónimo Córdoba Roldán, también Jerónimo de Córdoba (Villacañas (Toledo), 4 de junio de 1863-Sevilla, 11 de enero de 1933) fue un destacado sacerdote escolapio (SChP), humanista, poeta en latín y orador religioso.

## Biografía
Estudió en las Escuelas Pías y empezó el noviciado en el Colegio Escolapio San Ildefonso, de Alcalá de Henares, en 1879. Desde entonces su nombre de pila, Francisco, pasó a ser como nombre de religión, Jerónimo. Después de los dos años de noviciado, en los que aprovechó para estudiar a fondo el latín tanto desde el punto de vista lingüístico como en el literario, celebró la ceremonia de los votos simples en el Colegio de Getafe en 1881. Inmediatamente pasó a la Casa Central de la Compañía en San Marcos de León, donde siguió estudios para hacerse sacerdote y profesor, mientras siguió dedicando tiempo y energía a su pasión por el latín.
Pasó la ceremonia de los votos solemnes en 1886 y se fue nombrado sacerdote el 3 de julio de 1887. Ya titulado, fue enviado al Colegio Calasancio Hispalense de Sevilla. En esa institución fue profesor de enseñanza básica, con especial dedicación a los internos (pensión completa), y luego impartió cursos de francés y por supuesto de latín, que siguió estudiando, creando, traduciendo etc. De esa manera y en el Colegio Calasancio Hispalense vivió 45 años hasta su muerte.
También fue esperantista. En Sevilla le dedicaron una calle, hoy plaza Padre Jerónimo de Córdoba entre la calles Escuelas Pías y Jáuregui.

## Obra
Muchos de sus escritos quedaron en vida manuscritos y sin publicar, por su temática entre religiosa y popular y porque lo más interesante fueron sus traducciones del castellano al latín. Son de destacar Poesías a la Virgen María, Poesías a la Doctora de Ávila… Tradujo al latín madrigales de Francisco Rodríguez Marín, director de la Real Academia Española. Igualmente por sentimiento sevillanista se decidió a traducir de Miguel de Cervantes entera su famosa Rinconete y Cortadillo. Cursus Taurorum, o “La corrida de toros”, fue editado por la Real Academia Española. Escribió sendos sonetos a Don Quijote, Dulcinea del Toboso y Sancho Panza y empezó a traducir el Quijote como "Domini Quixotis a Mantia", sin embargo esa empresa quedó reducida a solo catorce capítulos, que quedaron manuscritos. Por otro lado salieron de su pluma epitalamios, idilios, madrigales, sermones y muy diversos poemas, de los que algunos sí fueron publicados.

## Textos publicados
- Epistola universi orbis unicuique sacerdotum, Sevilla, 1906;
- Cursus taurorum, Sevilla, 1907 [ed. en Analecta Calasanctiana (AC), n.º 29 (1973), págs. 21-44];
- Aërio-plano, carmen, Sevilla, 1910, págs. 44-50;
- Crux Rubra, carmen (a Constantino el Grande), Sevilla, 1911 [ed. en AC (1913)];
- Rheda, carmen (al tren), Sevilla, 1912;
- Omnibus Hispanis latinitatis cultoribus adhortatio, Sevilla, 1924;
- Virgini Mariae de Guadalupe, Sevilla, 1924;
- Cervantinae fabullae exemplaris, cui titulus: “Rinconete y Cortadillo”, nempe, Anconulus et Caesulus, Sevilla, 1926 [ed. en AC, n.º 29 (1973), págs. 64-98];
- F. Rodríguez Marín, Madrigales y sonetos, vers. lat. de ~, s. l., Imprenta de Archivos y Museos, s. f.;
- Carmen Pio IX dicatum, s. f. [ed. en Ephemerides Calasanctianae (1910)].